# Non nobis solum

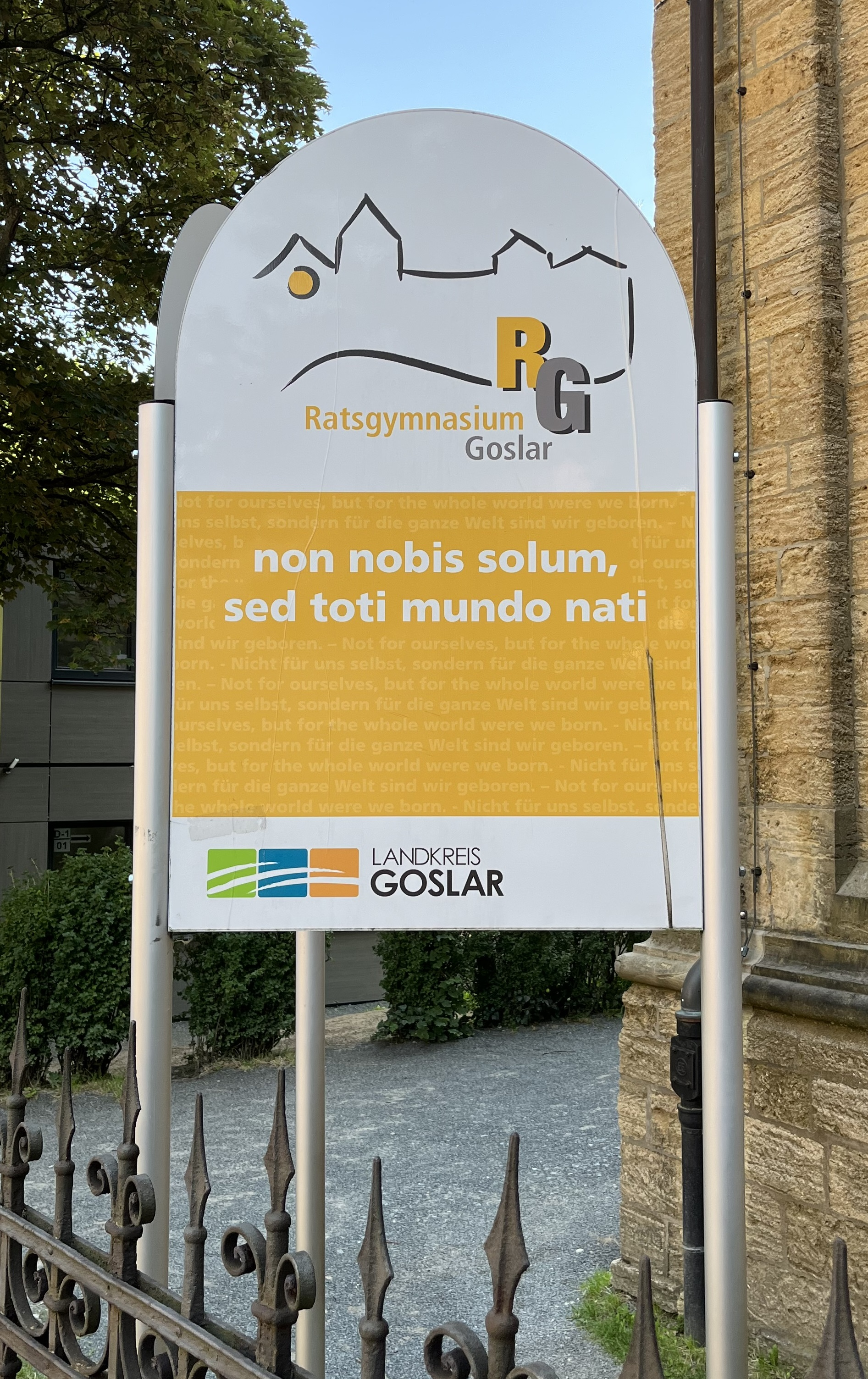
Panneau allemand dans la ville de Goslard portant l'inscription "non nobis solum", 2024

Non nobis solum (« pas seulement pour nous ») est une locution latine également connue sous la variante non nobis, sed omnibus (pas pour nous mais pour chacun) qui signifie que chacun doit contribuer au bien supérieur de l'humanité, abstraction faite de ses propres intérêts.
La devise provient d'une phrase du traité Du devoir (Latin: De Officiis) de Cicéron qui écrit : « non nobis solum nati sumus ortusque nostri partem patria vindicat, partem amici » (Nous ne sommes pas nés, nous ne vivons pas que pour nous seuls ; notre pays, nos amis ont part en nous), Cicero de officiis, 1:22. Comme le dit Cicéron, la phrase est une transcription littérale d'un sentiment exprimé par Platon dans sa « lettre à Archytas ». Cicéron associe ce concept avec l'idéal stoïque de cosmopolitisme, selon lequel tous les hommes sont liés les uns aux autres.

« ...Chacun de nous n'est pas né pour lui seulement, mais (que), une fois nés, de nous-mêmes la patrie s'attribue telle part; (que) telle autre revient à ceux qui nous ont donné le jour; (qu') il y en a une pour le reste de ceux qui nous aiment »

La formule est utilisée par nombre d'organisations telles qu'écoles ou unités militaires.